# Jazd (ostan)
Jazd (pers. ‏‏استان یزد‎) – ostan w środkowym Iranie. Stolicą jest Jazd.
- powierzchnia: 129 284,9 km²
- ludność: 1 074 428 (spis 2011)